# Телевизионна антена
Телевизионна антена е антена, предназначена за приемане на сигнал на ефирна телевизия на честоти 41 – 250 MHz от VHF диапазона и 470 – 960 MHz в UHF диапазона в зависимост от страната (честотите на телевизионните канали се определят от националното законодателство). Телевизионните антени се произвеждат в два варианта: „стайна“, която се разполага върху или в близост до телевизора, и „външна“, която се монтира на мачта в близост до дома или директно върху покрива. Възможно е да се монтира и в таванско помещение, но е необходимо таванът да е достатъчно висок и сух. Най-популярни стайни антени са тези от диполен или кръгов тип докато външните антени са предимно от вида логопериодична антена, симетричен вибратор (тип яги), и др. Външните антени са по-скъпи и по-трудни за монтаж, но са необходимост за добро качество на приемания сигнал в зоните с по-слабо покритие от страна на излъчващите предаватели. Понякога се налага и антенен усилвател.
Предавателните телевизионни антени винаги са разположени на открито или защитени с пластмасов капак. За разлика от потребителските антени, тези на предавателя са с усилена конструкция и проектирани по сложни спецификации. Повечето масови телевизионни антени използват стандартен коаксиален кабел с букса съответстваща на всеки модел телевизор. По-старите аналогови TV антени използваха симетричен фидерен кабел.